# Roland Hartmann
Roland Hartmann (* 12. Februar 2003) ist ein österreichischer Fußballspieler.

## Karriere
Hartmann begann seine Karriere bei der SU Hitzendorf. Zur Saison 2015/16 wechselte er zum Grazer AK. Zur Saison 2017/18 wechselte er in die Akademie des Wolfsberger AC. Im Jänner 2019 kehrte er wieder in die Jugend des GAK zurück. Zur Saison 2020/21 rückte er in den Kader der Amateure der Grazer. In der COVID-bedingt abgebrochenen Saison 2020/21 kam er zu sieben Einsätzen für GAK II in der sechstklassigen Unterliga.
Im Februar 2022 stand er gegen den SV Horn erstmals im Kader der Profis. Sein Debüt in der 2. Liga gab er schließlich im Mai 2022, als er am 28. Spieltag der Saison 2021/22 gegen den FC Dornbirn 1913 in der 82. Minute für David Peham eingewechselt wurde. Bis Saisonende kam er zu zwei Zweitligaeinsätzen.
Zur Saison 2022/23 wechselte er zum Regionalligisten SC Kalsdorf. Für Kalsdorf spielte er bis zur Winterpause zwölfmal in der Regionalliga. Im Jänner 2023 schloss er sich dem viertklassigen ASK Köflach an. Für Köflach absolvierte er 13 Partien in der Landesliga. Zur Saison 2023/24 wechselte er zu Ligakonkurrent TuS Heiligenkreuz/Waasen. Nach sechs Einsätzen für Heiligenkreuz zog er im Februar 2024 zum fünftklassigen SC Unterpremstätten weiter.